# El Nido

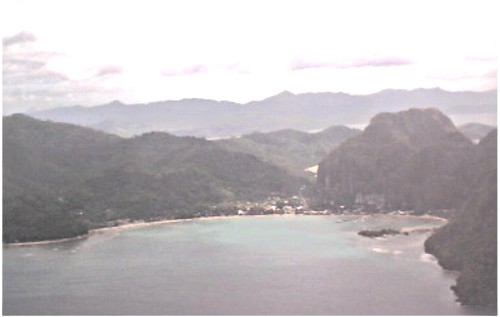
El Nido vanuit de lucht gezien

El Nido is een gemeente in de Filipijnse provincie Palawan. Bij de laatste census in 2007 had de gemeente ruim 30 duizend inwoners.

## Geografie

### Bestuurlijke indeling
El Nido is onderverdeeld in de volgende 18 barangays:
| - Bagong Bayan - Buena Suerte Pob. - Barotuan - Bebeladan - Corong-corong Pob. - Mabini - Manlag - Masagana Pob. - New Ibajay | - Pasadeña - Maligaya Pob. - San Fernando - Sibaltan - Teneguiban - Villa Libertad - Villa Paz - Bucana - Aberawan |

## Demografie
El Nido had bij de census van 2007 een inwoneraantal van 30.249 mensen. Dit zijn 3.220 mensen (11,9%) meer dan bij de vorige census van 2000. De gemiddelde jaarlijkse groei komt daarmee uit op 1,56%, hetgeen lager is dan het landelijk jaarlijks gemiddelde over deze periode (2,04%). Vergeleken met de census van 1995 is het aantal mensen met 8.301 (37,8%) toegenomen.

De bevolkingsdichtheid van El Nido was ten tijde van de laatste census, met 30.249 inwoners op 923,26 km², 23,8 mensen per km².

## Economie
De belangrijkste pijlers van de lokale economie zijn de visserij, de landbouw en het toerisme. Een opvallende seizoensgebonden bron van inkomsten is het verzamelen van de eetbare vogelnesten van de eetbaar-nestsalangaan (Collocalia fuciphaga), die vooral in China als delicatesse worden verkocht. De gemeente, voorheen Bacuit geheten, is daarom sinds 1954 naar deze delicatesse genoemd; 'el nido' betekent immers 'het nest' in het Spaans.

## Trivia
- Expeditie Robinson - De Strijd der Titanen (2006) werd opgenomen in El Nido.
- De tropische archipel in het computerspel Chrono Cross heet eveneens El Nido.